# 羅汝敬
羅汝敬（1372年—1439年），名簡，一名肅，以字行，號寅庵，江西吉水人，明朝政治人物，弘文馆大学士罗复仁之孙。

## 生平
永樂二年（1404年）中進士，選庶吉士，在文淵閣就學，后累任至侍講。明仁宗時期，因上書諫言時政十五事，被下旨入獄。此後與李時勉同任御史，當時名聲遠揚。明宣宗初期，羅上書大學士楊士奇請求勸阻皇帝遠離遊獵仙丹，應該把精力放在政事上。此後出任工部右侍郎，兩次出使安南。之後擔任兩浙漕運，管理陝西的屯田。此後因為敢言屢次下獄逮捕，後又得釋。之後於紅城子作戰時，中箭墮馬。於是因疾告還而終。